# Mistrovství Československa v atletice 1974
Mistrovství Československa mužů a žen v atletice 1974 v kategoriích mužů a žen se konalo v Praze v sobotu 20. července a v neděli 21. července (v těchto dnech proběhla hlavní část mistrovství). Pořadatelé a závodníci se museli potýkat s nepřízní počasí. Před zahájením mistrovství postihly Prahu prudké přívalové deště. Na plochu stadionu spadlo cca 2 mil. litrů vody a mistrovství bylo provázeno nepříjemným větrem.
Startovali téměř všichni českoslovenští vrcholoví atleti té doby, např. Ludvík Daněk, Milada Karbanová, Eva Šuranová, Helena Fibingerová, Vladimír Malý, Jaroslav Brabec, Miloslava Hübnerová, Jiří Vyčichlo a Mária Mračnová.

## Překonané rekordy
Na mistrovství byly překonány dva československé rekordy.
- Už v rozběhu na 400 m překonala československý rekord Jozefína Čerchlanová časem 52,1 s.
- Helena Vyhnalová překonala československý rekord v hodu diskem výkonem 58,08 m.
- Rekordní časy zaběhli Jozefína Čerchlanová a Jaroslav Matoušek na 200 m, ale tyto výkony nemohly být uznány jako rekordy kvůli nedovolené rychlosti větru.

## Medailisté

### Muži
| Soutěž        | Zlato                                                                            | Stříbro                                                                      | Bronz                                                                         |
| 100 m         | Jaroslav Matoušek 10,4                                                           | Juraj Demeč 10,4                                                             | Luděk Bohman 10,4                                                             |
| 200 m         | Jaroslav Matoušek 20,8                                                           | František Štross 21,1                                                        | Jiří Kynos 21,1                                                               |
| 400 m         | Miroslav Tulis 46,7                                                              | František Štross 47,2                                                        | David Stejskal 47,8                                                           |
| 800 m         | Jozef Plachý 1:47,9                                                              | Ján Šišovský 1:48,5                                                          | Ladislav Kárský 1:49,2                                                        |
| 1500 m        | Ivan Kováč 3:49,4                                                                | Štefan Polák 3:49,6                                                          | Jozef Noskovič 3:50,3                                                         |
| 5000 m        | Pavel Pěnkava 13:56,6                                                            | Vlastimil Zwiefelhofer 13:58,4                                               | Stanislav Petr 13:59,2                                                        |
| 10 000 m      | Stanislav Hoffman 28:34,4                                                        | Josef Jánský 28:34,6                                                         | Peter Suchán 29:02,2                                                          |
| 110 m př.     | Petr Čech 13,7                                                                   | Lubomír Nádeníček 13,7                                                       | Vlastimil Hoferek 13,8                                                        |
| 400 m př.     | Miroslav Kodejš 49,7                                                             | Ivan Daniš 51,6                                                              | Václav Zahrádka 52,9                                                          |
| 3000 m př.    | Róbert Molnár 8:39,8                                                             | Dušan Moravčík 8:40,2                                                        | František Bartoš 8:45,2                                                       |
| 4 × 100 m     | Milan Hoidar Juraj Demeč Jiří Kynos Václav Štefek Dukla Praha 40.6               | Aleš Němec Milan Hirsch Petr Čech Luděk Bohman Slavia Praha 40.7             | Karel Hradil Zdeněk Mazur Jiří Mužík Tomáš Prax Dukla Praha B 41.8            |
| 4 × 400 m     | Bohumil Němec Ladislav Kárský Miroslav Kodejš Miroslav Tulis Sparta Praha 3:08.4 | Pavel Moravec Jan Petrlík Josef Hegyes David Stejskal Slavia VŠ Praha 3:10.5 | Vítězslav Vostatek Jan Novák Milan Hirsch Tomáš Jungwirth Slavia Praha 3:19.0 |
| Skok do výšky | Vladimír Malý 220 cm                                                             | Roman Moravec 220 cm                                                         | Jaroslav Alexa 217 cm                                                         |
| Skok o tyči   | Antonín Hadinger 495 cm                                                          | Antonín Spěvák 480 cm                                                        | Ivo Strnad 460 cm                                                             |
| Skok daleký   | Pavol Tolnay 751 cm                                                              | Jaroslav Brož 749 cm                                                         | Jaroslav Křivka 732 cm                                                        |
| Trojskok      | Jiří Vyčichlo 16,37 m                                                            | Pavel Sasín 16,05 m                                                          | Ján Šimonovič 16,04 m                                                         |
| Vrh koulí     | Jaromír Vlk 20,22 m                                                              | Jaroslav Brabec 19,84 m                                                      | Miroslav Janoušek 19,81 m                                                     |
| Hod diskem    | Ludvík Daněk 61,68 m                                                             | Jaroslav Šilhavý 58,86 m                                                     | Petr Macák 58,60 m                                                            |
| Hod kladivem  | Jaroslav Charvát 71,22 m                                                         | Josef Hájek 70,38 m                                                          | Stanislav Pluhař 67,28 m                                                      |
| Hod oštěpem   | Tomáš Babiak 74,46 m                                                             | Jaroslav Halva 72,90 m                                                       | Jan Bartek 69,54 m                                                            |
| Desetiboj     | Luděk Pernica 7523 bodů                                                          | Jan Neckář 7455 bodů                                                         | Jaromír Frič 7294 bodů                                                        |
| 20 km chůze   | Milan Vála 1:31:03.2                                                             | Evžen Zedník 1:31:46.6                                                       | Pavol Szikora 1:31:57.4                                                       |

### Ženy
| Soutěž        | Zlato                                                                                       | Stříbro                                                                              | Bronz                                                                                |
| 100 m         | Věra Knapová 11,7                                                                           | Jana Veverková 11,8                                                                  | Anna Reviľáková 11,9                                                                 |
| 200 m         | Jozefína Čerchlanová 23,3                                                                   | Věra Knapová 24,0                                                                    | Jana Veverková 24,1                                                                  |
| 400 m         | Jozefína Čerchlanová 52,3                                                                   | Eva Štefková 54,1                                                                    | Eva Kovalčíková 54,6                                                                 |
| 800 m         | Jindřiška Heřmanská 2:07,0                                                                  | Helena Nerudová 2:09,0                                                               | Jindřiška Červená 2:11,8                                                             |
| 1500 m        | Božena Sudická 4:24,6                                                                       | Naděžda Varcabová 4:27,5                                                             | Ivana Říhová 4:37,9                                                                  |
| 3000 m        | Božena Sudická 9:35,8                                                                       | Naděžda Varcabová 9:40,6                                                             | Emília Přivřelová 9:52,6                                                             |
| 100 m př.     | Monika Schönauerová 13,6                                                                    | Jindřiška Krchová 13,6                                                               | Anna Šrámková 14,1                                                                   |
| 4 × 100 m     | Zuzana Schořálková Marcela Jelínková Marta Olbrichová Helena Svobodová Sparta Praha 47.1    | Eva Putnová Jana Veverková Blanka Hrabovská Zdena Holánová Zbrojovka Brno 47.2       | Lenka Honzíková Ivana Nováková Hana Hamanová Jindřiška Krchová Slavia VŠ Praha 48.1  |
| 4 × 400 m     | Stanislava Brunnerová Marie Loudová Jana Broučková Helena Nerudová LIAZ Jablonec n/N 3:50.9 | Ludmila Hamplová Věra Mertlíková Iva Bívová Jindřiška Červená Slavia VŠ Praha 3:51.0 | Jana Kotasová Hana Raszková Vlasta Krejčiříková Hana Šuhajdová Slavia Havířov 3:55.7 |
| Skok do výšky | Miloslava Hübnerová 187 cm                                                                  | Mária Mračnová 187 cm                                                                | Milada Karbanová 180 cm                                                              |
| Skok daleký   | Eva Šuranová 656 cm                                                                         | Jarmila Nygrýnová 655 cm                                                             | Nataša Bobková 602 cm                                                                |
| Vrh koulí     | Helena Fibingerová 20,18 m                                                                  | Ludmila Duchoňová 16,38 m                                                            | Danuše Matoušková 15,57 m                                                            |
| Hod diskem    | Helena Vyhnalová 58,08 m                                                                    | Jana Matysová 53,34 m                                                                | Jitka Prouzová 51,40 m                                                               |
| Hod oštěpem   | Alena Kloubcová 50,96 m                                                                     | Jarmila Segeťová 48,84 m                                                             | Vlasta Ficová 48,02 m                                                                |
| Pětiboj       | Vanda Nováková 4120 bodů                                                                    | Anna Ihringová 3982 bodů                                                             | Marcela Koblasová 3843 bodů                                                          |